# Steve Guppy
Stephen Andrew Guppy (né le 29 mars 1969) est un footballeur anglais qui évolue au poste de milieu gauche. Il a porté les couleurs du Celtic FC au début des années 2000 jusqu'en 2004.
Avec les Stevenage Borough, il joue la finale du FA Trophy en 2007, gagnée 3-2 au Stade de Wembley contre Kidderminster Harriers. Il devient ainsi le 12 mars 2007 et en compagnie de Jeff Kenna qui porte le maillot adverse, le premier joueur à avoir joué dans les deux stades de Wembley, ayant joué dans l'ancien stade auparavant.